# カナディアンカヌー
カナディアンカヌーとは、カナダインディアンが湖沼の移動に使っていたオープンデッキカヌーで、前後の2人がシングルブレードパドルで漕ぐカヌーである。

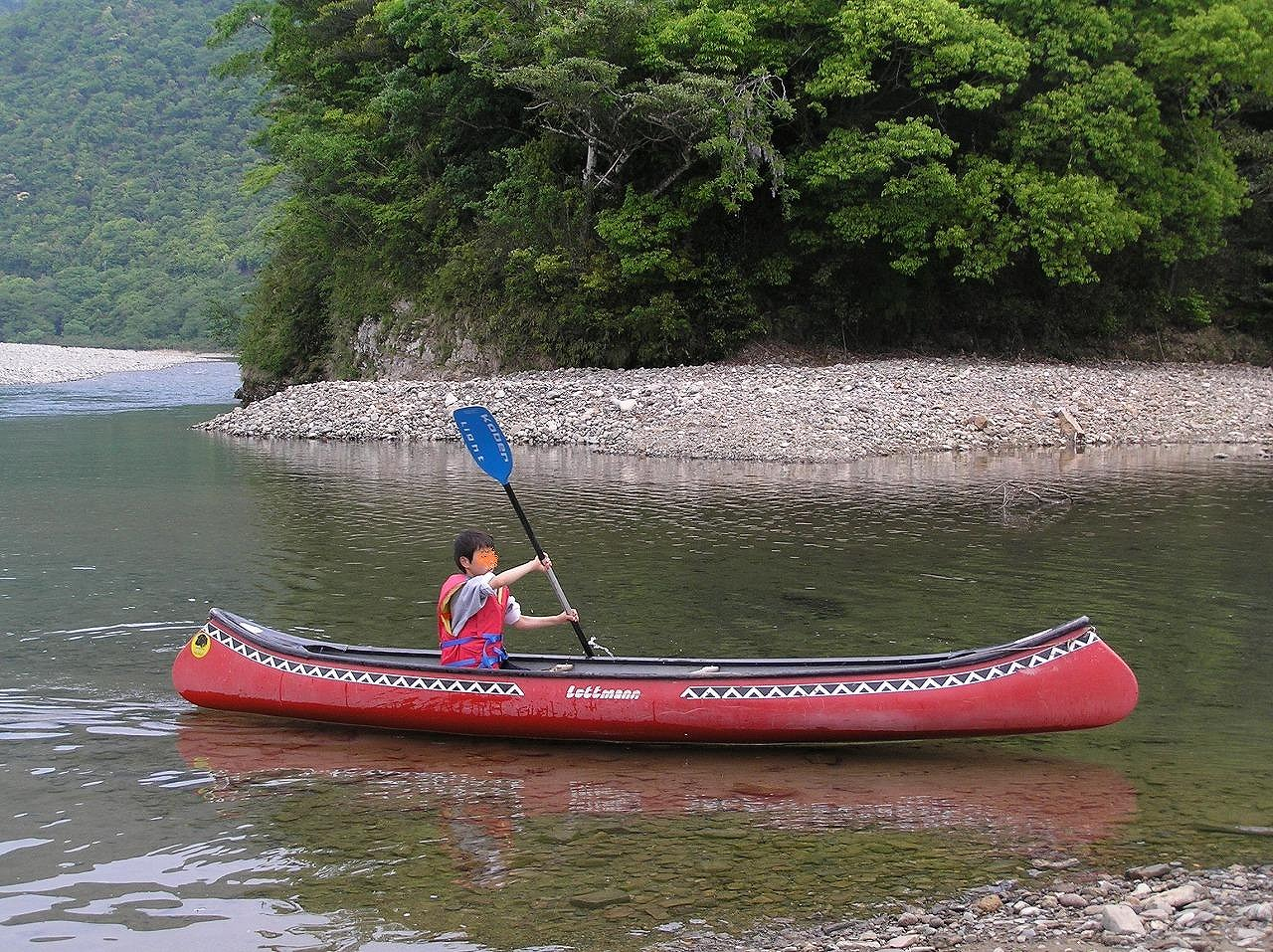
デッキが開いているOCタイプ（オープンデッキカヌー）でFRP製のもので、野田知佑も愛用していた「レットマン」。通常はシングルブレードパドルで漕ぐが、このようにダブルブレードパドルで漕ぐことも可能（北山川にて）

## 概要
北米でインディアンが使用していたものが起源。主にカナダインディアンが湖沼の移動に使っていたためこの名称がある。現在は様々な素材・形状のカヌーがある。多くはリジッドタイプカヌーだが、分解できるフォールディングタイプカヌーもある。また、デッキが開いているOCタイプ（オープンデッキカヌー）とデッキが密封されているCCタイプ（クローズドデッキカヌー）もある。CCは「スプレースカート」で艇と体の隙間を密閉し、水の浸入を防ぐ。

## カヌーの種類

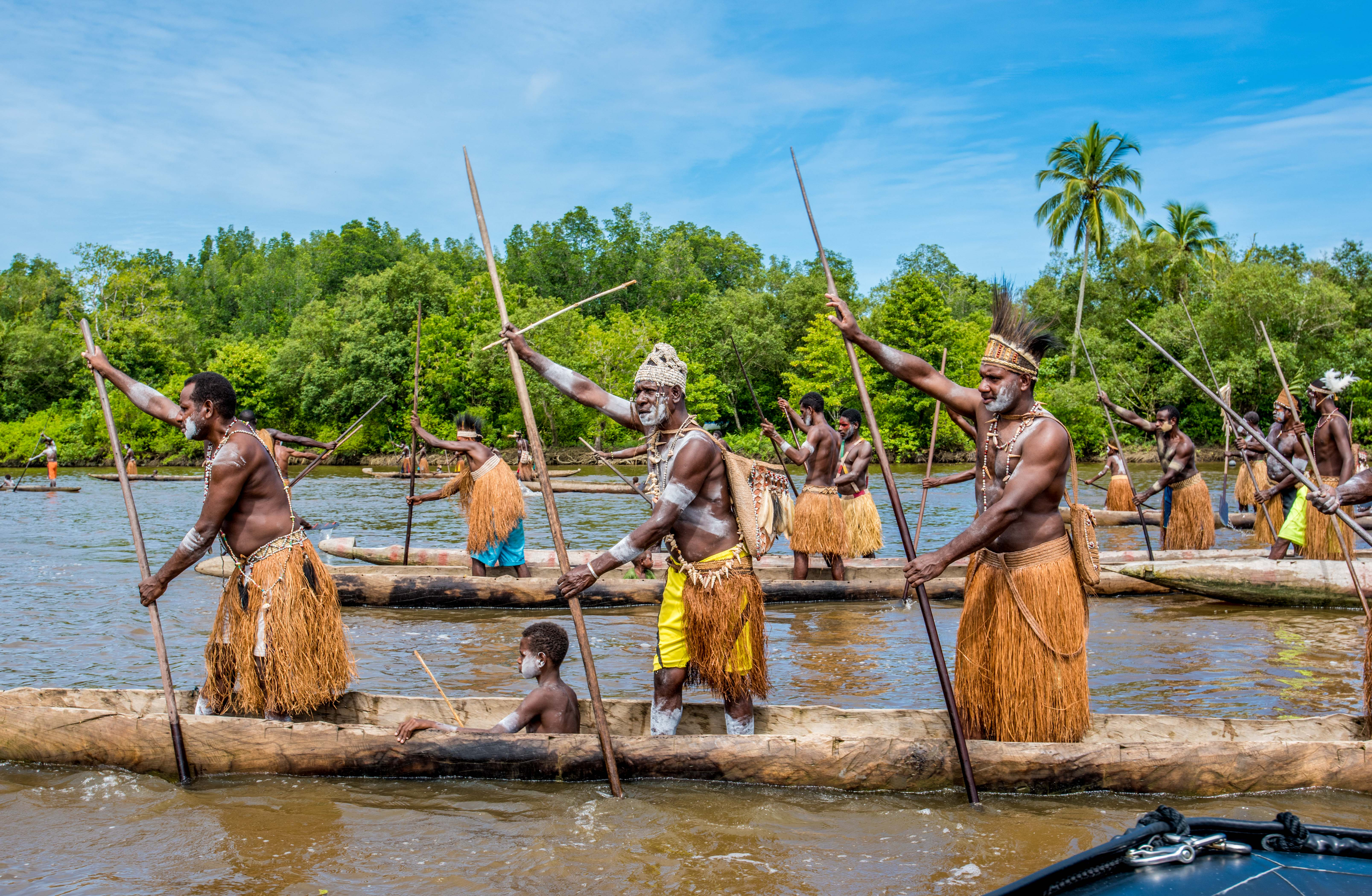
オープンデッキカヌーの原型である丸太をくりぬいたカヌー